# Maud Husberg
Maud Husberg, som gift folkbokförd Husberg Jacobsson, född 24 december 1934 i Göteborgs Johannebergs församling, död 12 oktober 2008 i Örgryte församling i Göteborg, var en svensk programpresentatör på SVT. Hon började som hallåa 1962.

## Biografi
Efter examen från Tillskärarakademin 1954 arbetade Husberg vid Borås textilinstitut 1955, anställdes vid Balmain i Paris 1956, återkom till Sverige och verkade vid reklamavdelningen hos Melka 1957–1961. År 1962 kom hon till Sveriges radio och 1964 blev hon känd som "Tant Mård" i samband med att hon presenterade barnprogrammen. Maud Husberg har även talat in skivan Tant Mård berättar två musiksagor om Chicko och Tjypp och givit ut boken Tant Mård berättar en saga om Chico (1967) med illustrationer av Tom Hultgren. Husberg var programledare för Melodifestivalen 1967 samt sommarvärd 1970 och 1971.

### Privatliv
Husberg var dotter till direktören Gösta Husberg och Ingrid Prytz (omgift Waldén) samt brorsdotter till konstnärerna Lars-Erik Husberg och Marguerite Husberg (den senare var faderns halvsyster). 
Maud Husberg gifte sig 1967 med civilekonomen Reggie Jacobson (1924–1979), son till arkitekten Gunnar Jacobson och Elsa, ogift Rosqvist. De är begravda på Östra kyrkogården i Göteborg.

## Verk

### Filmografi i urval
- 1967 - Mats och Malin (TV-serie)
- 1967 - Melodifestivalen
- 1969 - The Swedish Woman (kortfilm)
- 1973 - Husmors filmer hösten 1973